# ICCF-Europa
ICCF-Europa (dal termine latino per indicare il continente) era l'organizzazione che raggruppava le associazionali nazionali europee che gestiscono il gioco degli scacchi per corrispondenza e che aderiscono all'ICCF (International Correspondence Chess Federation).

Il membro italiano dell'ICCF era l'ASIGC.
ICCF-Europa organizzava tornei postali e per web-server.
I  tornei più importanti organizzati da ICCF-Europa erano i Campionati Europei, sia a squadre che individuali.
Venivano inoltre organizzati tornei individuali per le varie categorie ("Master", "High" and "Open") e le rappresentative continentali partecipavano ai tornei interzonali dell'ICCF e ad altre competizioni per corrispondenza o per web-server.

## Storia
Nel 1955, l'ICCF acettò la proposta della BdF (Bund deutscher Fernschachfreunde) di creare un'organizzazione indipendente che unisse tutte le federazioni europee sotto il nome di Tornei Europei per Corrispondenza. Hans Werner von Massow fu eletto Commissario Organizzatore, carica che mantenne fino alla sua morte nel 1988.
Nel 1995, l'ICCF ha effettuato una riorganizzazione generale, dividendo tutte le federazioni afiliate in quattro zone (Europa, America Latina, Nord America/Pacifico e Asia/Africa). Ogni quattro anni le Associazioni membri eleggevano lo "Zonal Director".
ICCF-Europa è stata sciolta nel 2023.

### Autorità
- 1955-1988:  Hans von Massow  Germania, Comissario Organizzatore.
- 1988-1995:  Vacante.

Direttore Zonale:
- 1996-1998:  Eckhard Lüers  Germania.
- 1998-1999:  Gian Maria Tani   Italia.
- 2000-2002:  Egbert Bösenberg   Germania.
- 2003-2010:  Gian Maria Tani  Italia.
- 2011-2017:  Marco Caressa   Italia.
- 2018-2023:  Andrey Pavlikov  Russia.

## Campionato europeo di scacchi per corrispondenza a squadre
| #    | Anni      | Medaglia d'oro          | Medaglia d'argento    | Medaglia di bronzo | Italia    |        |
| ---- | --------- | ----------------------- | --------------------- | ------------------ | --------- | ------ |
| I    | 1978-1983 | Unione Sovietica (58)   | Germania Ovest (54.5) | Austria (53.5)     | 17° (-)   |        |
| II   | 1983-1988 | Unione Sovietica (86.5) | Germania Ovest (64.5) | Paesi Bassi (63,5  | 19° (-)   |        |
| III  | 1988-1994 | Germania Ovest (57.5)   | Unione Sovietica (57) | Paesi Bassi (54)   | 22° (-)   | [ 3 ]  |
| IV   | 1994-1998 | Germania (92)           | Italia (82.5)         | Svizzera (72)      |           | [ 4 ]  |
| V    | 1999-2004 | Germania (83)           | Lituania (74)         | Rep. Ceca (68.5)   | 8° (54.5) | [ 5 ]  |
| VI   | 2004-2009 | Germania (93.5)         | Lituania (82)         | Rep. Ceca (80.5)   | 14° (-)   | [ 6 ]  |
| VII  | 2008-2012 | Slovacchia (63)         | Italia(61.5)          | Slovenia (61.5)    |           | [ 7 ]  |
| VIII | 2012-2014 | Svezia (56)             | Italia(54)            | Russia (54)        |           | [ 8 ]  |
| IX   | 2014-2017 | Russia (55)             | Slovenia (54)         | Italia(52.5)       |           | [ 9 ]  |
| X    | 2017-2021 | Germania (51.5)         | Slovenia (51)         | Italia(51)         |           | [ 10 ] |
| XI   | 2021-2025 | Galles (50.5)           | Austria (49.5)        | Slovenia (49)      | 6° (48)   | [ 11 ] |

## Campione europeo di scacchi per corrispondenza individuale
1. Werner Stern,  Germania Est (1963-1965)
2. Jindrich Zapletal,  Cecoslovacchia (1964-1967)
3. Erich Thiele,  Germania Est (1965-1968)
4. Franček Brglez,  Jugoslavia (1966-1970)
5. Folke Ekström,  Svezia 1967-1972)
6. Mikhail Gowbinder,  Unione Sovietica (1968-1972)
7. Werner Stern,  Germania Est (1970-1974)
8. Jørn Sloth,  Danimarca (1971-1975)
9. Aurel Anton,  Romania & Oleksandr Waisman  Unione Sovietica, (1971-1975)
10. Ove Ekebjaerg,  Danimarca (1972-1977)
11. Bela Toth,  Italia (1973-1978)
12. Klaus Engel,  Germania Ovest  (1974-1979)
13. Henrik Sørensen,  Danimarca (1974-1980)
14. Wilfried Sauermann,  Germania Ovest & Anicetas Uogele,  Unione Sovietica  (1975-1981)
15. Hans Palm,  Germania Ovest (1976-1980)
16. Hans-Ulrich Grünberg,  Germania Est (1976-1982)
17. Arkady Podolsky,  Unione Sovietica (1977-1983)
18. Vladimir Kaluchin,  Unione Sovietica (1978-1981)
19. Arne Sørensen,  Danimarca (1978-1986)
20. Bent Sørensen,  Danimarca (1979-1984)
21. Sven Pedersen,  Danimarca (1980-1986)
22. Petr Yashelin,  Unione Sovietica (1980-1986)
23. Aleksandr Korelov,  Unione Sovietica (1981-1986)
24. Alfred Deuel,  Unione Sovietica (1981-1987)
25. Vladas Gefenas,  Lituania (1982-1988) [12]
26. Gediminas Rastenis,  Lituania (1983-1989)  [13]
27. Anatoli Sytschow,  Russia (1983-1990)  [14]
28. Jãnis Vitomskis,  Lettonia (1984-1990)  [15]
29. Frank Hovde,  Norvegia (1984-1990)  [16]
30. Anatoli Parnas,  Russia (1985-1992)  [17]
31. Dieter Mohrlok,  Germania (1985-1992)  [18]
32. Vladimir Usachy,  Russia (1985-1993)  [19]
33. Norbert Stull,  Lussemburgo (1986-1994)  [20]
34. Valentinas Normantas,  Lituania (1987-1994)  [21]
35. Sergey Stolyar,  Russia (1987-1994)  [22]
36. Ričardas Žitkus,  Lituania (1987-1993)  [23]
37. Libor Danĕk,  Rep. Ceca  (1988-1994)  [24]
38. Gerhard Binder,  Germania (1988-1995)  [25]
39. Günter Schuh,  Germania  (1988-1994)  [26]
40. Bo Hjort,  Svezia  (1989-1994)  [27]
41. Richard Polaczek,  Belgio  (1989-1996)  [28]
42. Wolfgang Hässler,  Germania  (1990-1995)   [29]
43. Vitaly Antonov,  Russia  (1990-1997)  [30]
44. Walter Mooj,  Paesi Bassi  (1991-1997)   [31]
45. Karl-Heinz Kraft,  Germania  (1991-1995)   [32]
46. Aleksey Lepikhov,  Ucraina  (1992-1997)   [33]
47. Alfio Scuderi,  Italia  (1992-1997)   [34]
48. Giampiero David,  Italia  (1993-1999)  [35]
49. Ugo Fremiotti,  Italia  (1993-1999)   [36]
50. Alius Mikenas,  Lituania  (1994-1998)   [37]
51. Arne Vinje,  Norvegia  (1994-1998)   [38]
52. Manfred Hafner,  Germania  (1994-1998)   [39]
53. Fatih Atakişi  Turchia  (1994-2000)   [40]
54. Jörg Sawatzki,  Germania & Michael Stettler,  Germania  (1995-1999)   [41]
55. Wieslaw Pasko,  Polonia   (1995-1999)    [42]
56. Werner Hase,  Germania   (1995-1999)    [43]
57. Gabriel Cardelli,  Italia  (1996-2000)   [44]
58. Sigfried Neuschmied,  Austria  (1996-2000)  [45]
59. Vladimir Salceanu,  Romania  (1996-2002)  [46]
60. Patrick Spitz,  Francia  (1997-1999)  [47]
61. Paata Gaprindashvili,  Georgia  (1997-2001)   [48]
62. Ettore D'Adamo, Italia(1997-2001)   [49]
63. Klaus Weber,  Germania  (2005-2008)   [50]
64. Andrej Loc,  Slovenia  (2005-2006)   [51]
65. Christophe Pauwels,  Belgio  (2008-2009)   [52]
66. Carlos Cuadrado Dueñas,  Spagna  (2008-2009)   [53]
67. Carlos Cuadrado Dueñas,  Spagna  (2011-2013)   [54]
68. Daði Örn Jonsson,  Islanda  (2013-2015)   [55]
69. Constantino Delizia, Italia  (2015-2019)   [56]
70. Gerd Schowalter,  Germania  (2017-2019)   [57]
71. Alexandr Batrakov,  Russia & Igor Telepnev,  Russia  (2017-2019)    [58]
72. Wolfgang Zurav,  Austria  (2019-2022)   [59]
73. Luis Gonzaga Grego,  Portogallo  (2020-2024)   [60]

## Altri tornei
- Coppa Europa(individuale) (1962-1964):  Arne Ericson,  Svezia [61]
- Campionato Europei Giovanile (1977-1984) : Vladas Gefenas,  Unione Sovietica [62]
- Campionato Europei Femminile (1995-1999) : Julianne Hund,  Germania [63]

## Tornei interregionali europei a squadre
- Coppa Mare Baltico 
Il Mar Baltico è un mare interno dell'Europa settentrionale.  Al torneo Mare Baltico-Mare dell'Amiciziapotranno partecipare i rappresentanti di nove paesi si affacciano sul Mar Baltico. Fino alla settima edizione, le squadre (diverse potevano rappresentare lo stesso paese) erano composte da 15 giocatori.  A partire dall'edizione successiva, il numero è stato ridotto a otto.

| #    | Anni      | 1°                      | 2°              | 3°                        |        |
| ---- | --------- | ----------------------- | --------------- | ------------------------- | ------ |
| I    | 1963-1967 | Russia 74.5             | Lettonia 71,5   | Estonia 70.5              | [ 64 ] |
| II   | 1969-1973 | Leningrado 44           | Lituania 42.5   | Polonia 40                |        |
| III  | 1974-1979 | Leningrado 109          | Lettonia 100.5  | Estonia 97                | [ 65 ] |
| IV   | 1980-1985 | Russia 145.5            | Lettonia 144.5  | Leningrado 142.5          | [ 66 ] |
| V    | 1986-1990 | Germania Ovest(1) 134.5 | Lettonia 132.5  | Russia 130                | [ 67 ] |
| VI   | 1992-1997 | Russia 130.5            | Germania(2) 126 | Germania(3) 126           | [ 68 ] |
| VII  | 1997-2002 | Germania(1) 128         | Polonia 121     | Germania(3) 117           | [ 69 ] |
| VIII | 2008-2010 | Russia(1) 78.5          | Estonia 76.5    | Germania(4) 72.5          | [ 70 ] |
| IX   | 2014-2016 | Germania(1) 54.5        | Russia(1) 53    | Squadra internazionale 53 | [ 71 ] |
| X    | 2017-2020 | Germania(1) 52          | Russia(SPb) 51  | Lituania 50.5             | [ 72 ] |
| XI   | 2021-2024 | Germania(1) 50.5        | Lettonia 50.5   | Polonia(1) 50             | [ 73 ] |

- Coppa Danubio - Corrente di amicizia

| #   | Anni      | 1°              | 2°                   | 3°                     |        |
| --- | --------- | --------------- | -------------------- | ---------------------- | ------ |
| I   | 1985-1990 | Ucraina, 47.5   | Germania, 43         | Austria, 38            |        |
| II  | 1990-1996 | Germania, 57.5  | Cecoslovacchia, 50.5 | Unione Sovietica, 45.5 | [ 74 ] |
| III | 2008-2010 | Rep. Ceca, 42.5 | Polonia, 40.5        | Croazia, 38.5          | [ 75 ] |
| IV  | 2012-2014 | Russia(2), 63   | Russia(1), 57.5      | Ucraina, 54.5          | [ 76 ] |
| V   | 2016-2018 | Germania, 37.5  | Italia, 37.5         | Austria, 37            | [ 77 ] |
| VI  | 2019-2022 | Ucraina, 38.5   | Germania(1), 38      | Svizzera, 37.5         | [ 78 ] |

- Coppa Mare del Nord

| #   | Anni      | 1°                | 2°              | 3°                |        |
| --- | --------- | ----------------- | --------------- | ----------------- | ------ |
| I   | 1998-2003 | Svezia, 35.5      | Norvegia, 35    | Inghilterra, 34   | [ 79 ] |
| II  | 2003-2006 | Francia, 38       | Norvegia(1), 36 | Germania, 35.5    | [ 80 ] |
| III | 2016-2018 | Germania, 37      | Francia, 35     | Danimarca, 33     | [ 81 ] |
| IV  | 2019-2021 | Germania(A), 36   | Germania(B), 34 | Paesi Bassi, 32.5 | [ 82 ] |
| V   | 2021-2023 | Germania(1), 27.5 | Svezia 25.5     | Belgio, 24.5      | [ 83 ] |

- Coppa Slava

| #   | Anni      | 1°               | 2°                  | 3°                |        |
| --- | --------- | ---------------- | ------------------- | ----------------- | ------ |
| I   | 1999-2005 | Slovacchia, 43   | Rep. Ceca, 42.5     | Polonia, 36.5     | [ 84 ] |
| II  | 2005-2008 | Slovenia, 35     | Slovacchia(2), 34.5 | Slovacchia(1), 31 | [ 85 ] |
| III | 2008-2010 | Rep. Ceca, 36.5  | Slovenia(2), 36     | Russia, 36        | [ 86 ] |
| IV  | 2013-2015 | Russia, 39.5     | Slovenia, 37.5      | Rep. Ceca(1), 34  | [ 87 ] |
| V   | 2017-2019 | Russia(1), 35    | Croazia, 34         | Bielorussia, 33   | [ 88 ] |
| VI  | 2019-2021 | Slovenia, 32     | Russia(1), 31.5     | Croazia, 31       | [ 89 ] |
| VII | 2021-2023 | Slovacchia, 32.5 | Slovenia, 32.5      | Ucraina, 31.5     | [ 90 ] |

- Coppa  Latina 
 Torneo riservato ai paesi la cui lingua deriva dal latino.  Ogni squadra è composta da 10 giocatori che si sfidano in due partite contro gli avversari, ad eccezione della 4° Coppa, che si è disputata in una sola partita.

| #   | Anni      | 1°              | 2°             | 3°            |        |
| --- | --------- | --------------- | -------------- | ------------- | ------ |
| I   | 1971-1974 | Romania 75.5    | Spagna 57.5    | Francia 48    | [ 91 ] |
| II  | 1975-1978 | Romania 76.5    | Italia 66.5    | Francia 66.5  | [ 92 ] |
| III | 1979-1984 | Francia 84      | Romania 81     | Moldavia 75.5 | [ 93 ] |
| IV  | 1986-1990 | Svizzera 45     | Italia 43      | Francia 36    | [ 94 ] |
| V   | 1995-2000 | Italia(A) 89.5  | Italia(B) 84.5 | Francia 83.5  | [ 95 ] |
| VI  | 2003-2005 | Portogallo 87.5 | Belgio 80      | Italia 78.5   | [ 96 ] |

- Coppa Mare Nostrum

| #   | Anni      | 1°           | 2°            | 3°            |         |
| --- | --------- | ------------ | ------------- | ------------- | ------- |
| I   | 1998-2002 | Slovenia 23  | Israele 22    | Spagna 17,5   | [ 97 ]  |
| II  | 2002-2006 | Francia 24,5 | Croazia 24,5  | Italia 22,5   | [ 98 ]  |
| III | 2008-2009 | Spagna 22,5  | Slovenia 22,5 | Italia 22     | [ 99 ]  |
| IV  | 2010-2013 | Italia 22,5  | Croazia 22    | Slovenia 21,5 | [ 100 ] |
| V   | 2016-2018 | Italia(V) 19 | Croazia 18,5  | Italia(R) 17  | [ 101 ] |

- Coppa Eberhardt Wilhelm (1966-1970) :  1°. Lituania, 65.5;  2°.Moscu, 61.5;  3°. Estonia, 53.5;   4°. Germania Ovest, 52;  5°. Germania Est, 47;  6°. Ungheria, 45;  7°. Russia, 44.5;  8°. Lettonia, 33.5;  9°. Belgio, 28.5.[102]

- Coppa Evrard Delannoy (1971-1975) : 1°.Kharkov, 56.5;  2°.Tartu, 51.5;  3°.Francoforte sul Meno, 41.5;  4°.Ryazan, 38;  5°.Linz, 37;  6°.Iasi, 35.5;  7°.Jelgava, 32.5;  8°.Plzen, 32.5;  9°.Saratov, 32;  10°Kaluga, 31;  11°.Penza, 30;  12°.Amburgo, 28.5;  13°Mykolaïv, 21.5.[103]

## Tornei intercontinentali a squadre
- Coppa Latina (Europa-America)

| #   | Anni      | 1°          | 2°           | 3°             |         |
| --- | --------- | ----------- | ------------ | -------------- | ------- |
| I   | 1981-1986 | Italia 53,5 | Romania 50,5 | Francia 50,5   |         |
| II  | 1986-1991 | Francia 53  | Canada 47    | Argentina 45   | [ 104 ] |
| III | 1992-1998 | Italia 50   | Francia 43   | Svizzera 38    | [ 105 ] |
| IV  | 2000-2002 | Italia 55   | Brasile 44   | Argentina 42,5 | [ 106 ] |

- Coppa Latina (Mondo)

| #   | Anni      | 1°            | 2°             | 3°               |         |
| --- | --------- | ------------- | -------------- | ---------------- | ------- |
| I   | 2012-2014 | Francia 59,5  | Argentina 55,5 | Lussemburgo 54,5 | [ 107 ] |
| II  | 2015-2017 | Portogallo 55 | Francia 52     | Romania 51       | [ 108 ] |
| III | 2018-2020 | Portogallo 58 | Italia 58      | Romania 57,5     | [ 109 ] |

- Coppa del Nord Atlantico

| #   | Anni      | 1°               | 2°               | 3°               |         |
| --- | --------- | ---------------- | ---------------- | ---------------- | ------- |
| I   | 1981-1984 | Regno Unito 42,5 | Islanda 38,5     | Spagna 38,5      |         |
| II  | 1985-1989 | Inghilterra 44,5 | Francia 40       | Stati Uniti 39,5 | [ 110 ] |
| III | 1990-1994 | Inghilterra 65   | Norvegia 60,5    | Canada 58,5      | [ 111 ] |
| IV  | 1996-2000 | Inghilterra 64,5 | Stati Uniti 59,5 | Canada 56        | [ 112 ] |
| V   | 2001-2005 | Francia 62,5     | Stati Uniti 58   | Canada 57,5      | [ 113 ] |
| VI  | 2008-2010 | Spagna 46,5      | Islanda 45       | Portogallo 44,5  | [ 114 ] |
| VII | 2016-2019 | Galles 51        | Portogallo 50,5  | Stati Uniti 49   | [ 115 ] |